# کارل اشتاینر
کارل اشتاینر (چکی: Karel Steiner; ۲۶ ژانویهٔ ۱۸۹۵ – ۲۹ آوریل ۱۹۳۴) بازیکن فوتبال اهل چکسلواکی بود.
از باشگاه‌هایی که در آن بازی کرده‌است می‌توان به باشگاه فوتبال اسپارتا پراگ و باشگاه فوتبال ویکتوریا ژیژکوف اشاره کرد.
وی همچنین در تیم ملی فوتبال چکسلواکی بازی کرده‌است.